# Jean du Demaine
Jean du Demaine, né le 5 novembre 1836 à Avignon (Vaucluse) et mort le 31 octobre 1898 à Lamalou-les-Bains (Hérault) , est un homme politique français.

## Carrière politique
Jean du Demaine commence sa carrière politique par un mandat de conseiller municipal et de maire dans la ville d'Avignon. Élu député en 1876, le scrutin est invalidé, à la suite de manifestations, notamment à Cavaillon. Une nouvelle élection est alors organisée en février 1877. À la suite de la dissolution de la Chambre en 1877, il ne se représente pas.

## Distinction
- Chevalier de la Légion d'honneur (2 octobre 1877)[3]

### Sources
- « Jean du Demaine », dans Adolphe Robert et Gaston Cougny, Dictionnaire des parlementaires français, Edgar Bourloton, 1889-1891 [détail de l’édition]